# Бахрейнская фондовая биржа
Бахрейнская фондовая биржа была учреждена в 1987 году Указом Эмира № 4 и официально начала свою работу 17 июня 1989 года. В тот момент на бирже котировались акции 29 компаний. Биржа работает как самостоятельное учреждение под контролем независимого совета директоров, возглавляемого министром торговли.